# Tuglie
Tuglie község (comune) Olaszország Puglia régiójában, Lecce megyében.

## Fekvése
A Salentói-félsziget déli részén fekszik, Gallipollitól keletre.

## Története
A település első említése a 13. századból származik, habár a környékbeli menhirek jelenléte arra utal, hogy már jóval korábban lakott vidék volt. 

## Népessége
A népesség számának alakulása:

## Főbb látnivalói
- Maria Santissima Annunziata-templom - a 18. században épült barokk stílusban.
- Madonna del Montegrappa-szentély - az első világháborúban elesett lakosott emlékezetére épült.